# تعداد بنغلاديش 1991
تعداد بنغلاديش 1991 في عام 1991 أجرى مكتب بنغلاديش للإحصاء تعدادًا وطنيًا في بنغلاديش. قاموا بتسجيل البيانات من جميع المناطق والولايات والمدن الرئيسية في بنغلاديش بما في ذلك البيانات الإحصائية عن حجم السكان والأسر وتوزيع الجنس والعمر والحالة الاجتماعية والسكان النشطين اقتصاديًا ومحو الأمية والتحصيل العلمي والدين وعدد الأطفال وما إلى ذلك. في التعداد كان الهندوس يشكلون 10.5 في المائة من السكان، بانخفاض عن 12.1 في المائة في عام 1981.